# Ruger SR22
La Ruger SR22 o SR22P è una pistola semi-automatica camerata per munizioni .22 Long Rifle, prodotto dall'azienda statunitense Sturm, Ruger & Co. L'SR22 è principalmente rivolto al plinking e al tiro a segno.

## Caratteristiche
La SR22 non condivide la progettazione e l'ergonomia con le pistole della famiglia Ruger SR, con una meccanica di funzionamento diversa. Essa è più simile alla Walther P22 che alle pistole Ruger SR. L'SR22 è disponibile nella versione standard in dimensioni compatte e una versione con canna da 4,5 pollici (Modello 3620).
L'SR22 ha un'azione di tipo "blowback" e presenta una canna in acciaio inossidabile fissata al telaio. Inoltre, dispone di un sistema di innesco a doppia e singola azione con un martello esterno a punta arrotondata e presenta un foro nella parte superiore dell'arma e sul retro della canna che funge da un indicatore se la camera di scoppio è carica. La pistola è molto leggera grazie al suo scivolo in alluminio e al telaio in polimero, ed è inoltre dotata di impugnature in gomma intercambiabili.
Ruger SR22 è equipaggiato di serie con una levetta ambidestra per la sicura e per il rilascio del caricatore. Sono disponibili due impugnature intercambiabili. È inoltre dotato di una slitta Picatinny sul telaio sotto la canna e davanti alla guardia del grilletto.

## Storia
L'SR22 ha iniziato a essere prodotta a gennaio 2012 e viene fornito con due caricatori da 10 colpi a pila singola e impugnature intercambiabili per adattarsi a mani piccole o grandi.